# Rally van Griekenland 1976
De Rally van Griekenland 1976, officieel 23rd Acropolis Rally, was de 23ste editie van de Rally van Griekenland en de vijfde ronde van het Wereldkampioenschap Rally in 1976. Het was de 36ste rally van het FIA Wereldkampioenschap Rally.

## Resultaten
| Top tien klassement | Top tien klassement | Top tien klassement                   | Top tien klassement                       | Top tien klassement | Top tien klassement | Top tien klassement | Top tien klassement |
| Pos                 | Nr.                 | Rijder / Navigator                    | Auto / Inschrijving                       | Gr.                 | Tijd                | Verschil            | Punten              |
| ------------------- | ------------------- | ------------------------------------- | ----------------------------------------- | ------------------- | ------------------- | ------------------- | ------------------- |
| 1                   | 14                  | Harry Källström Claes-Göran Andersson | Datsun 160J Harry Källström               | 4                   | 08:43.14            | 0.00                | -                   |
| 2                   | 4                   | 'Sirocco' Miltos Andriopoulos         | Alpine-Renault A110 1800 Tasos Livieratos | 4                   | 08:48.38            | + 5.24              | -                   |
| 3                   | 5                   | Shekhar Mehta Henry Liddon            | Datsun 160J Shekhar Mehta                 | 4                   | 09:09.53            | + 26.39             | -                   |
| 4                   | 15                  | Iórgos Moschous Dimítris Arvanitakis  | Alfa Romeo Alfetta GT Iórgos Moschous     | 4                   | 09:32.23            | + 49.09             | -                   |
| 5                   | 47                  | Klaus Russling Manfred Essig          | Opel Ascona Klaus Russling                | 2                   | 09:52.18            | + 1:09.04           | -                   |
| 6                   | 117                 | Stasys Brundza Arvydas Girdauskas     | Lada 1500 Stasys Brundza                  | 2                   | 09:54.16            | + 1:11.02           | -                   |
| 7                   | 38                  | Ioánnis Papadamandiou Kóstas Tsavos   | BMW 2002 TI Stasys Brundza                | 2                   | 10:41.57            | + 1:58.43           | -                   |
| 8                   | 134                 | Leo Schirnhofer Harald Gottlieb       | Volkswagen 1303S Leo Schirnhofer          | 1                   | 10:42.50            | + 1:59.36           | -                   |
| 9                   | 100                 | Horst Rausch Jutta Fellbaum           | BMW 2002 TI Horst Rausch                  | 1                   | 10:46.19            | + 2:03.05           | -                   |
| 10                  | 86                  | Horst Niebergall Bernd Fromann        | Wartburg 353 Horst Niebergall             | 2                   | 11:31.52            | + 2:48.38           | -                   |
| Niet aan de finish  |                     |                                       |                                           |                     |                     |                     |                     |
| Pos                 | Nr.                 | Rijder / Navigator                    | Auto / Inschrijving                       | Gr.                 | KP                  | Reden               | Punten              |
| NF                  | 2                   | Ove Andersson Claes Billstam          | Toyota Celica 2000GT Toyota Team Europe   | 4                   | -                   | voor as             | -                   |
| NF                  | 3                   | Björn Waldegård Hans Thorszelius      | Lancia Stratos HF Lancia Alitalia         | 4                   | -                   | olie pijp           | -                   |
| NF                  | 6                   | Hannu Mikkola Jean Todt               | Toyota Corolla Toyota Team Europe         | 4                   | -                   | injectie pomp       | -                   |
| NF                  | 7                   | Raffaele Pinto Arnaldo Bernacchini    | Lancia Stratos HF Lancia Alitalia         | 4                   | -                   | aandrijfas          | -                   |
| NF                  | 11                  | Mauro Pregliasco Angelo Garzoglio     | Lancia Stratos HF Mauro Pregliasco        | 4                   | -                   | koppeling           | -                   |
| NF                  | 16                  | Jean Ragnotti Jacques Jaubert         | Alpine-Renault A310 V6 Alpine-Renault     | 4                   | -                   | ophanging           | -                   |
| NF                  | -                   | John Haugland Per Odvar Nyborg        | Škoda 120S John Haugland                  | 2                   | -                   | koppeling           | -                   |
| NF                  | -                   | Rudi Stohl Ossi Schurek               | Lada 1200 Rudi Stohl                      | 2                   | -                   | transmissie         | -                   |

## Stand

### Constructeurskampioenschap
| Pos | Constructeur   | MON | SWE | POR | KEN | GRE | MAR | FIN | ITA | FRA | GBR | Pts |
| --- | -------------- | --- | --- | --- | --- | --- | --- | --- | --- | --- | --- | --- |
| 1   | Lancia         | 20  | 10  | 20  |     |     |     |     |     |     |     | 50  |
| 2   | Opel           | 10  | 12  | 12  |     | 8   |     |     |     |     |     | 42  |
| 3   | Datsun         |     |     | 6   | 4   | 20  |     |     |     |     |     | 30  |
| 4   | Saab           |     | 20  |     |     |     |     |     |     |     |     | 20  |
| =   | Mitsubishi     |     |     |     | 20  |     |     |     |     |     |     | 20  |
| 6   | Toyota         |     |     | 15  |     |     |     |     |     |     |     | 15  |
| =   | Alpine-Renault |     |     |     |     | 15  |     |     |     |     |     | 15  |
| 8   | Alfa Romeo     | 1   |     |     | 1   | 10  |     |     |     |     |     | 12  |
| =   | Ford           | 8   |     | 4   |     |     |     |     |     |     |     | 12  |
| 10  | Peugeot        |     |     |     | 10  |     |     |     |     |     |     | 10  |
| 11  | Fiat           | 6   |     |     |     |     |     |     |     |     |     | 6   |
| =   | Lada           |     |     |     |     | 6   |     |     |     |     |     | 6   |
| 13  | Porsche        | 5   |     |     |     |     |     |     |     |     |     | 5   |
| 14  | Volvo          |     | 4   |     |     |     |     |     |     |     |     | 4   |
| =   | BMW            |     |     |     |     | 4   |     |     |     |     |     | 4   |
| 16  | Mazda          |     |     | 3   |     |     |     |     |     |     |     | 3   |
| =   | Volkswagen     |     |     |     |     | 3   |     |     |     |     |     | 3   |
| 18  | Wartburg       |     |     |     |     | 1   |     |     |     |     |     | 1   |